# 国家体育総局

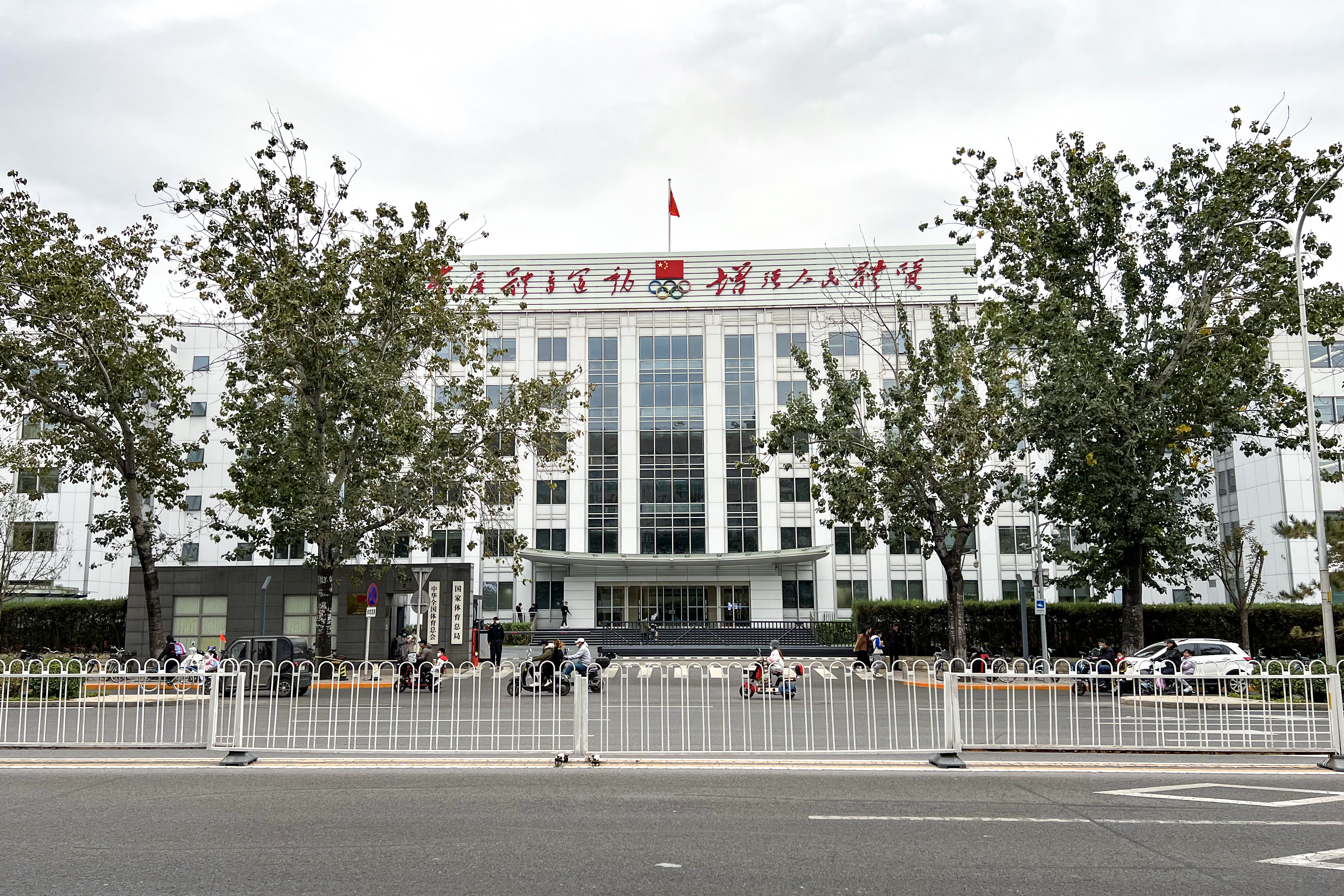
国家体育総局

国家体育総局（こっかたいいくそうきょく、中: 国家体育总局）は、中華人民共和国のスポーツを統括する政府機関であり、国務院の直属省庁でもある。略称「体育総局」旧称「体育運動委員会」など。

## 概要
国家体育総局は1952年3月に設立された「中央人民政府体育運動委員会」(中国語簡体字:中央人民政府体育运动委员会、略称中央体委)が起源である。初代主任(日本の長官に相当)は、スポーツ好きで知られる賀竜元帥である（建国十大元帥、副総理および副軍事首席兼任）。
中央体委は、1954年には名称変更し「中華人民共和国体育運動委員会」(中国語簡体字：中华人民共和国体育运动委员会、略称国家体委)とした。賀竜長官はこの時点で続投。文化大革命が始まると賀竜は批判され1967年に全役職から失脚、1969年6月9日に賀竜が迫害の後病死し、その翌年の1970年6月、所属を中国人民解放軍総参謀部に代わり、中国共産党中央委員会は「国務院簡素化計画」を提出し国家体育局に名称変更しとしたが、体外名称はそのまま保持した。1972年には国務院指揮下に戻され、名称を「中華人民共和国体育委員会」（運動の二文字を取った）に改変された。1998年3月に組織改変し一部機能を解体して民間機関の中華全国体育総会などに移設した上で現行の国家体育総局に名を改めた。この改変は1998年の第九次全国人民代表大会第一次会議で国務院の改革案を承認した後、4月6日に設立した。局長は2016年11月－2022年7月が中国オリンピック委員会主席（会長）を兼任している苟仲文、2022年7月以降～2023年現在は高志丹である。
これは日本のスポーツ庁に該当するが、日本のスポーツ庁は文部科学省の下に付随した外局の扱いなのに対して、中国のは国務院（内閣）直属となっており、省庁としての扱いが中央省庁待遇（正部级）と、日本のスポーツ庁より格上となっている。これは、中国建国した毛沢東中国共産党主席が学生時代の1917年に体育の研究を発表し「体育が精神と肉体にいかなる影響を及ぼすか、そして動くことによって身体の各部位を鍛えることの重要性」を説いていたためである。この1917年時点中国では、「体を動かすことは下品なこと」として体を動かさないことが良いこととみなされてきたため、この論文は当時衝撃を与えて画期的とされ、毛沢東が世に出るきっかけとなった(翌年政治運動開始）。このような経緯もあり、1949年10月に中華人民共和国が成立・建国するとすぐに体育組織結成の動きが始まり、労働者・人民のための体育政策が発表された。ようやく準備が整った1952年には毛沢東は「発展体育運動　増強人民体質」と発破をかけ、また「体操，球技，マラソン、登山，水泳，太極拳をはじめ、様々な体育活動を行うこと、つまりは、できるものなら何でもやるよう提唱しなければならない」とのスローガンを発表した。また、1958年には毛沢東は体育の研究を政府主導で再掲するようになり、1960年には「愛国衛生運動をふたたび発動することを命じた指示のなかで、体操、球技、駆け足、登山、水泳、太極拳などの体育運動を提唱するよう呼びかけた」。更には毛沢東中国共産党主席自らが長江を泳ぎ切るパフォーマンスを40回を超える複数行い、繰り返し何度も体操、登山、水泳、太極拳などの実施を呼びかけると、それらを受けて1965年5月21日は中国人民解放軍総参謀部、中国人民解放軍総政治部が水泳強化の為の指示を出したり、あるいは中国繁栄のためにスポーツに真剣に取り組むことを誓う民衆が大きく報道されるなど、「スポーツを娯楽と捉え、その延長線上に健康がある」と認知する日本と違い、中国では「国民体力は国力に直結し、最終的には国家の運命や軍事力に影響する」と捉えて国家規模で重視する政策観点の違いが担当官庁の扱いの差に出ている。
国家体育総局に所属する各団体から構成される民間団体が中華全国体育総会であるが、事実上の半官半民であり、形式上は民間団体だが、実態は国家体育総局の外局とも呼ばれる。